# Чермак, Иоганн Непомук
Иоганн Непомук Че́рмак (нем. Johann Nepomuk Czermak; родился 17 июня 1828 года, Прага — умер 17 сентября 1873 года, Лейпциг) — чешский и австрийский физиолог.

## Биография
Родился в семье сын врача Иоганна Конрада Чермака (1797—1843). Его братья:
- психиатр Йозеф Чермак (1825—1872), с 1853 г. главный врач психиатрической больницы в Брно и инициатор создания Моравской государственной психиатрической больницы, сегодня Черновицкой психосоматической клиники, которая был основан в Черновицах в 1863 г., Брненский уезд, был открыт под его руководством. 1870 г. — полный профессор психиатрии в Грацском университете и директор государственного психиатрического учреждения Фельдхоф в Штирии (сегодня LKH Graz II, местонахождение на юге).
- художник-историк Ярослав Чермак (1830—1878) — сюжеты его картин из богемской и славянской истории, особенно черногорской.

И. Н. Чермак изучал медицину, начиная с 1845 года, в университетах Праги, Вены и Вроцлава (в последнем — под руководством Я. Э. Пуркине. Закончил своё образование в Вюрцбурге. Проработав некоторое время ассистентом в пражском Физиологическом институте, Чермак в 1855 году становится профессором зоологии в Грацском университете, а в 1856 году — профессором физиологии Краковского университета.
В 1857 году он получает профессуру по нейрофизиологии Венского университета, с 1858 — профессор физиологии Будапештского университета. С 1860 года Чермак возглавляет частный институт нейрофизиологии в Праге. С 1865 — профессор физиологии Йенского университета. Одновременно становится почётным профессором Лейпцигского университета. В Лейпциге учёный создаёт частное учебное заведение по нейрофизиологии «Czermaksches Spectatorium».
И. Н. Чермак считается основоположником современной отоларингологии. Он также усовершенствовал конструкцию ларингоскопа, адаптировав его также для нужд назофарингеальной и назальной эндоскопии.

## Семья и дети
В 1853 году в Праге Иоганн Непомук Чермак женился на Марии фон Лемель (1829—1880), дочери важного пражского банкира Леопольда фон Ламеля, перешедшего из иудаизма в христианство.
У пары было четверо детей:
- Генрих,
- Эрнст Освальд,
- Софи Жозефина Фридерике
- Леопольд.

## Сочинения
- Über den Kehlkopfspiegel. Wiener medizinische Wochenschrift 8 (1858) 196—198.
- Der Kehlkopfspiegel und seine Verwertung in Physiologie und Medizin. Engelmann, Leipzig, 1860.
- Zur Physiologie des Gesichtssinnes. (On acccomodation phenomena).
- Über den Raumsinn der Haut.
- Gesammelte Schriften. 2 Bände in 3 Halbbänden. Leipzig, 1879